# Jennifer Echols
Jennifer Echols ist eine amerikanische Schriftstellerin für romantische Belletristik für junge Erwachsene. Als ehemalige Zeitungsredakteurin, Hochschullehrerin und freiberufliche Lektorin, schreibt Echols heute Vollzeit. Sie lebt mit ihrem Mann und ihrem Sohn in Alabama.
Ihr erster Roman, Major Crush, knüpfte an ihre eigenen Erfahrungen als erste Trommel-Majorin ihrer High School Marching Band an. Echols teilt ihr Schreiben zwischen leichten romantischen Komödien und intensiveren Dramen. Im April 2012 schrieb Echols: "Ich schreibe gerne romantische Dramen wie Such a Rush und das Buch, das ich jetzt verfasse [Dirty Little Secret], aber ich würde ein Loch in meinem Herzen spüren, wenn ich nicht die Chance hätte, wieder romantische YA-Komödien zu schreiben.
Major Crush gewann den National Reader’s Choice Award, und Going Too Far war Finalist der RITA, des National Reader’s Choice Award und des Book Buyer’s Best und wurde von der American Library Association als Bestes Buch für junge Erwachsene nominiert. Love Story war 2011 Finalist für den Goodreads Choice Award for Young Adult Fiction.
Die Romantic Times beschrieb Jennifer Echols als „enorm talentierte Schriftstellerin mit einer echten Gabe zur Entwicklung von Beziehungen“.

## Bibliographie

### Komödien für Erwachsene
- Major Crush (1. August 2006)
- The Boys Next Door (26. Juni 2007)
- The Ex Games (8. September 2009)
- Endless Summer (25. Mai 2009)
- The One That i Want (6. Dezember 2011 [E-Book]; 7. Februar 2012 [Taschenbuch])
- Winter’s Kiss (3. Januar 2012)
- Biggest Flirts (20. Mai 2014)
- Perfect Couple (Dezember 2014)
- Most Likely to Succeed (August 2015)

### Dramen für junge Erwachsene
- Going Too Far (17. März 2009)
- Forget You (20. Juli 2010)
- Love Sotry (19. Juli 2011)
- Such a Rush (10. Juli 2012)
- Dirty Little Secret (16. Julie 2013)

### Neue Erwachsene
- Levitating Las Vegas (7. Mai 2013)

### Erwachsene
- Starcrossed (26. Februar 2013)
- Playing Dirty (29. Oktober 2013)

Am 10. April 2012 gab Echols auf ihrem Reisejournal bekannt, dass sie drei weitere romantische YA-Komödien an Simon Pulse verkauft hat. Diese Romane werden nicht Teil der Simon Pulse Romantic Comedy Serie sein. Stattdessen werden sie eine Trilogie sein, die sich auf Gymnasiasten konzentriert, die hervorragende Preise gewonnen haben. Echols beschrieb die „Superlatives Series“ als „drei Romane über Senioren an einer Florida High School, die für ihre Klasse Who's Who-Kategorien ausgewählt werden, und wie die Labels ihr Selbstbild verändern und den Verlauf ihres Lebens verändern“. 2014/2015 werden diese Romane veröffentlicht.
In ihrem Blog-Post vom 10. November 2012 erwähnte Echols auch den Wunsch, mehr Romane für die Levitating Las Vegas und Stargazer Serie sowie mehr Dramen für junge Erwachsene zu schreiben, sagte aber, dass zukünftige Verträge ausschließlich vom Verkauf ihrer Romane 2013 abhängen.
Im Februar 2013 bemerkte Echols auf ihrem Twitter-Account und Livejournal-Blog, dass sie damit begann, an Vorschlägen für die möglichen Folgen in der Levitating Las Vegas und Stargazer-Serie sowie an einem neuen Drama für junge Erwachsene zu arbeiten, da Dirty Little Secret das letzte ist, was sie geplant hat. Echols erwähnte auch, dass sie das erste Manuskript für die erste junge Erwachsenenkomödie in der Reihe Superlative fertiggestellt hat und auch an einem Entwurf für die zweite gearbeitet hat. Beide Romane sollten 2014 erscheinen.